# La Guajira-woestijn
.

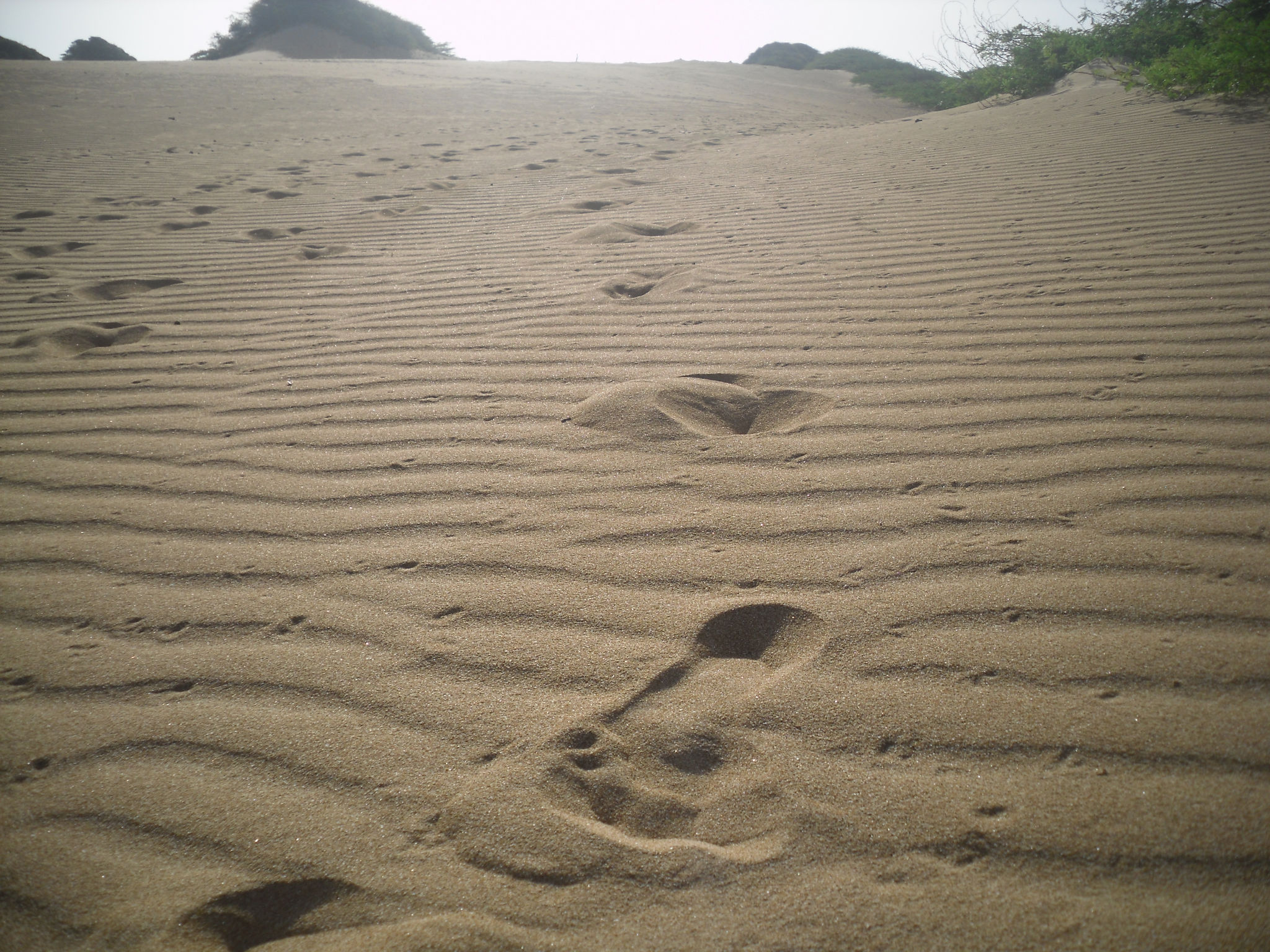
La Guajira-woestijn

De La Guajira-woestijn is een woestijn die zich uitstrekt over de grote droge vlaktes van Colombia. Het is gelegen op het gelijknamige schiereiland in het departement La Guajira. Het heeft een grote biodiversiteit, omdat het vlak bij regenwouden ligt. De woestijn ontstond ongeveer 2,7 miljoen jaar geleden en heeft een oppervlakte van ongeveer 509 km².